# 9 juin en sport
9 mai 9 juillet
Chronologies thématiques
- Croisades
- Ferroviaires
- Disney

Le 9 juin (160e jour de l'année ou 161e en cas d'année bissextile) en sport.

## Événements

### XIXesiècle
- 1899:
  - (Boxe) : James J. Jeffries devient champion du monde poids lourds de boxe anglaise après avoir battu à Brooklyn le Britannique Bob Fitzsimmons.

### XXesièclede1901à1950
- 1924:
  - (Football) : 1.FC Nuremberg est champion d’Allemagne en s'imposant 2-0 en finale nationale face à Hambourg SV.
  - (Football) : l'équipe d'Uruguay remporte le tournoi olympique en s'imposant en finale face à l'équipe de Suisse, 3-0.
- 1930 :
  - (Sport automobile) : Grand Prix des Frontières.
- 1932 :
  - (Football) : à Sofia, l'équipe de France s'impose 5-3 contre l'équipe de Bulgarie.
- 1935 :
  - (Sport automobile) : Grand Prix des Frontières.
- 1946 :
  - (Sport automobile) : Grand Prix des Frontières.

### XXesièclede1951à2000
- 1963 :
  - (Formule 1) : Grand Prix automobile de Belgique.
- 1968 :
  - (Formule 1) : Grand Prix automobile de Belgique.
- 1973 :
  - (Sport automobile) : départ de la quarante et unième édition des 24 Heures du Mans.
- 1974 :
  - (Formule 1) : Grand Prix automobile de Suède.
- 1979 :
  - (Sport automobile) : départ de la quarante-septième édition des 24 Heures du Mans.
- 1988 :
  - (Athlétisme) : Sergueï Bubka porte le record du monde du saut à la perche à 6,05 mètres.
- 1991 :
  - (Athlétisme) : Sergueï Bubka porte le record du monde du saut à la perche à 6,08 mètres.

### XXIesiècle
- 2002 :
  - (Formule 1) : Grand Prix automobile du Canada.
- 2006 :
  - (Football) : ouverture de la XVIIIe Coupe du monde de football en Allemagne.
- 2007 :
  - (Natation) : à Canet-en-Roussillon, lors de la 1re étape du Mare Nostrum, Alain Bernard bat le record de France du 100 m nage libre, le portant à 48 min 56 s.
  - (Rugby à XV) : pour son deuxième test-match aux antipodes, l'équipe de France, privée de nombreux titulaires restés en France pour la finale du Top 14, subit la plus lourde défaite de son histoire, en étant sévèrement battue par les Allblacks de Nouvelle-Zélande sur le score de 61 - 10 tandis que, dans le même temps, les Australiens écrasent les Fidji 49 - 0.
  - (Rugby à XV) : au Stade de France, à Saint-Denis, le Stade français remporte son 5e titre de champion de France en dix ans, en battant en finale du Top 14 Clermont-Ferrand sur le score de 23 - 18.
  - (Tennis) : à Paris, en finale du simple dames des Internationaux de France, la Belge Justine Henin bat la jeune (19 ans) Serbe Ana Ivanović sur le score sans appel de 6-1, 6-2, remportant ainsi son troisième titre consécutif à Roland-Garros.
- 2013 :
  - (Tennis) : l'Espagnol Rafael Nadal remporte son huitième tournoi de Roland-Garros en battant en finale David Ferrer en 3 sets : 6-3, 6-2, 6-3. Il est le premier joueur de l'histoire à remporter huit fois le même titre du Grand Chelem. Nadal remporte son douzième titre majeur et dépasse Björn Borg et ses onze titres. Il est désormais le troisième joueur le plus titré en Grand Chelem.
- 2015 :
  - (Escrime /Championnats d'Europe) : les fleurettistes français Erwann Le Péchoux, Jérémy Cadot, Julien Mertine et Enzo Lefort conservent leur titre de champion d'Europe par équipes en battant en finale la Russie 45 touches à 35. Les épéistes roumaines l'emportent face aux Estoniennes 45 touches à 35.

## Naissances

### XIXesiècle
- 1868 :
  - Laurens Meintjes, cycliste sur piste sud-africain. Champion du monde de cyclisme sur piste du demi-fond 1893. († 30 mars 1941).
- 1874 :
  - Launceston Elliot, haltérophile britannique. Champion olympique à un bras et médaillé d'argent à deux bras aux Jeux d'Athènes 1896. († 8 août 1930).
  - Lewis Sheldon, athlète de sauts américain. Médaillé de bronze de la hauteur sans élan et du triple-saut aux Jeux de Paris 1900. († 18 février 1960).
- 1879 :
  - Harry DeBaecke, rameur américain. Champion olympique du huit aux Jeux de Paris 1900. († 6 novembre 1961).
- 1882 :
  - Bobby Kerr, athlète de sprint canadien. Champion olympique du 200 m et médaillé de bronze du 100 m aux Jeux de Londres 1908. († 12 mai 1963).
- 1883 :
  - Robert Diochon, footballeur puis dirigeant sportif français. Cofondateur et président du FCR de 1906 à 1953. († 14 septembre 1953).
- 1898 :
  - Luigi Fagioli, pilote de courses automobile italien. († 20 juin 1952).

### XXesièclede1901à1950
- 1903 :
  - Felice Bonetto, pilote de F1 italien. († 21 novembre 1953).
- 1913 :
  - Helene Madison, nageuse américaine. Championne olympique du 100m, du 400m nage libre et du relais 4×100m nage libre aux Jeux de Los Angeles 1934. († 27 novembre 1970).
  - Jean Nicolas, footballeur puis entraîneur français. (25 sélections en équipe de France). († 8 septembre 1978).
- 1920 :
  - Paul Mebus, footballeur allemand. Champion du monde de football 1954. (6 sélections en équipe nationale). († 11 décembre 1993).
- 1922 :
  - Jacques Féret, pilote de rallyes automobile français. († 22 décembre 2002).
- 1931 :
  - Bill Virdon, joueur de baseball américain. († 23 novembre 2021).
- 1935 :
  - Tomislav Knez footballeur yougoslave puis serbe. Champion olympique aux Jeux de Rome 1960. (14 sélections avec l'équipe de Yougoslavie).
- 1939 :
  - David Hobbs, pilote de F1 et de courses automobile d'endurance britannique.
- 1943 :
  - John Fitzpatrick, pilote de courses automobile d'endurance britannique.
- 1944 :
  - Christine Goitschel, skieuse alpine française. Championne olympique du slalom et médaillée d'argent du géant aux Jeux d'Innsbruck 1964.
  - Faïna Melnyk, athlète de lancers soviétique puis russe. Championne olympique du disque aux Jeux de Munich 1972. Championne d'Europe d'athlétisme du disque 1971 et 1974. († 16 décembre 2016).
- 1945 :
  - Luis Ocaña, cycliste sur route espagnol. Vainqueur du Tour d'Espagne 1970, du Tour de France 1973 et du Tour de Catalogne 1971. († 19 mai 1994)

### XXesièclede1951à2000
- 1951 :
  - Dave Parker, joueur de baseball américain. († 28 juin 2025).
  - Ismail Abilov, lutteur bulgare. Champion olympique des -80kg aux Jeux de Moscou 1980.
- 1959 :
  - Elly van Hulst, athlète de demi-fond et de fond néerlandaise.
- 1963 :
  - Pascal Massuel, épéiste français.
- 1968 :
  - Prudencio Indurain, cycliste sur route espagnol.
- 1969 :
  - André Racicot, hockeyeur sur glace canadien.
  - Eric Wynalda, footballeur américain. (107 sélections en équipe nationale).
  - Kenny Williams, basketteur américain.
- 1971 :
  - Jean Galfione, athlète de saut puis navigateur français. Champion olympique de la perche aux Jeux d'Atlanta 1996. Médaillé de bronze aux mondiaux 1995. Médaillé de bronze aux CE d'athlétisme 1998.
- 1975 :
  - Kasper Nielsen, handballeur danois. Champion d'Europe de handball masculin 2008 et 2012. (191 sélections en équipe nationale).
  - Renato Vugrineč, handballeur slovène puis macédonien. Vainqueur de la Ligue des champions 2004. (187 sélections avec l'équipe de Slovénie et 1 avec l'équipe de Macédoine).
- 1978 :
  - Miroslav Klose footballeur allemand et polonais. Champion du monde de football 2014. (137 sélections avec l'équipe d'Allemagne).
  - Heather Mitts, footballeuse américaine. Championne olympique aux Jeux d'Athènes 2004, aux Jeux de Pékin 2008 puis aux Jeux de Londres 2012. (137 sélections en équipe nationale).
  - Tonči Valčić, handballeur croate. Champion du monde de handball masculin 2003. (106 sélections en équipe nationale).
- 1979 :
  - Émilie Loit, joueuse de tennis puis consultante TV française. Victorieuse de la Fed Cup 2003.
  - Mantcha Traoré, basketteur français.
- 1980 :
  - Anthony Geslin, cycliste sur route français.
  - Udonis Haslem, basketteur américano-portoricain.
  - Nikolai Novosjolov, épéiste estonien. Champion du monde d'escrime à l'épée en individuel 2010 et 2013.
  - Marcin Wasilewski, footballeur polonais. (60 sélections en équipe nationale).
- 1983 :
  - Dwayne Jones, basketteur américain.
- 1984 :
  - Wesley Sneijder, footballeur néerlandais. Vainqueur de la Ligue des champions 2010. (121 sélections en équipe nationale).
- 1985 :
  - Johannes Fröhlinger, cycliste sur route allemand.
  - Donatien Schauly, cavalier de concours complet français. Médaillé de bronze par équipes aux Mondiaux de sports équestres 2018.
- 1986 :
  - Mërgim Mavraj, footballeur albano-allemand. (48 sélections avec l'équipe d'Albanie).
- 1987 :
  - Marc Clerc, joueur de rugby à XV français.
  - Ali Khasif, footballeur émirati. (45 sélections en équipe nationale).
  - Mohamed M'Changama, footballeur franco-comorien. (10 sélections en équipe des Comores).
- 1988 :
  - Ryan Thompson, basketteur américain.
  - Mimi Belete, athlète de fond et demi-fond bahreïnienne.
- 1989 :
  - Julie Bresset, vttiste de cross-country française. Championne olympique aux Jeux de Londres 2012. Championne du monde de VTT par équipes 2011 puis Championne du monde de VTT 2012 et 2013.
  - Andreas Vojta, athlète de demi-fond autrichien.
- 1990 :
  - Morgane Charre, vttiste de descente française. Championne du monde de VTT en descente 2012. Médaillé de la descente aux CE de VTT 2018.
  - Mateo Pavlović, footballeur bosnien-croate.
- 1991 :
  - Maciej Kot, sauteur à ski polonais. Médaillé de bronze par équipes aux Jeux de Pyeongchang 2018. Champion du monde de saut à ski par équipes 2017.
  - Ben Lam, joueur de rugby à XV et à sept néo-zélandais puis samoan. (84 sélections avec l'équipe de Nouvelle-Zélande de rugby à sept).
- 1992 :
  - Yannick Agnel, nageur français. Champion olympique du 200 m nage libre et du relais 4 × 100 m nage libre puis médaillé d'argent du relais 4 × 200 m nage libre aux Jeux de Londres 2012. Champion du monde de natation du 200 m nage libre et du relais 4 × 100 m 2013. Champion d'Europe de natation du 400 m nage libre 2010.
  - Boyd Cordner, joueur de rugby à XIII australien. Champion du monde de rugby à XIII 2013 et 2017. (20 sélections en équipe nationale).
- 1993 :
  - Maria Beatrice Benvenuti, arbitre de rugby à XV italienne.
  - Jean Deza, footballeur péruvien. (6 sélections en équipe nationale).
  - Guillaume Martin, cycliste sur route français.
- 1994 :
  - Mohamed Haouas, joueur de rugby à XV franco-algérien. Vainqueur du Grand Chelem 2022 et du Challenge européen 2021. (16 sélections avec l'équipe de France).
  - Loïc Kouagba, footballeur français.
- 1995 :
  - Walide Khyar, judoka franco-marocain. Champion d'Europe de judo des -60 kg 2016.
  - Yvan Reilhac, joueur de rugby à XV franco-ivoirien. Vainqueur des Challenges européens 2016 et 2021.
- 1996 :
  - Benjamin Bonzi, joueur de tennis français.
- 1998 :
  - Drew O'Connor, hockeyeur sur glace américain.
- 2000 :
  - Imène El Ghazouani, footballeuse franco-marocaine. (3 sélections avec l'équipe du Maroc).
  - Conrad Wallem, footballeur norvégien.

### XXIesiècle
- 2001 :
  - Lucas Da Cunha, footballeur français.
  - Jahmi'us Ramsey, basketteur américain.
- 2004 :
  - Sławomir Abramowicz, footballeur polonais.
- 2005 :
  - Jon Echegaray, joueur de rugby à XV français. Vainqueur du Tournoi des Six Nations des moins de 20 ans 2025.

## Décès

### XXesièclede1901à1950
- 1926 :
  - Bob Whittingham, 37 ans, footballeur anglais. († ? 1888).
- 1944 :
  - Charles Mathon, 38 ans, joueur de rugby à XV et à XIII français. (1 sélection avec l'Équipe de France de rugby à XIII). (° 1er décembre 1905).

### XXesièclede1951à2000
- 1965 :
  - Harold Hardman, 83 ans, footballeur anglais. Champion olympique aux Jeux de Londres 1908. (7 sélections en équipe nationale). (° 4 avril 1882).
- 1967 :
  - John Zander, 77 ans, athlète de demi-fond suédois. Médaillé d'argent du 3 000m par équipes aux Jeux de Stockholm 1912 et de bronze aux Jeux d'Anvers 1920. (° 31 janvier 1890).
- 1979 :
  - Cyclone Taylor, 94 ans, hockeyeur sur glace puis dirigeant sportif canadien. (° 23 juin 1884).
- 1980 :
  - Miguel Capuccini, 76 ans, footballeur uruguayen. Champion du monde de football 1930. (6 sélections en équipe nationale). (° 5 janvier 1904).

### XXIesiècle
- 2004 :
  - Rosey Brown, 71 ans, joueur de foot U.S. américain. (° 20 octobre 1932).
- 2005 :
  - Erik Jørgensen, 85 ans, athlète de demi-fond danois. (° 21 avril 1920).
- 2009 :
  - Gunnar Andersson, 82 ans, pilote de courses automobiles d'endurance suédois. (° 17 avril 1927).
- 2011 :
  - Josip Katalinski, 65 ans, footballeur yougoslave puis bosnien. (41 sélections en équipe nationale). (° 12 mai 1948).
  - Mike Mitchell, 55 ans, basketteur américain. (° 1er janvier 1956).
- 2012 :
  - Régis Clère, 55 ans, cycliste sur route français. (° 15 août 1956).
- 2014 :
  - Bob Welch, 57 ans, joueur de baseball américain. (° 3 novembre 1956).